# Рева Віктор Якович
Ре́ва Ві́ктор Я́кович (нар. 1 березня 1954 році, в м. Селидове Донецької області) — український композитор, член Національної Спілки композиторів України (від 14.12.2006, членський квиток № 516). Дипломант Міжнародного фестивалю авторської пісні у номінації «Хоровий спів» (м. Мелітополь, 1997).

## Біографія
У 1980 році закінчив Кишинівське державне музичне училище ім. Штефана Няги, а у 1985 році Донецький державний музично-педагогічний інститут за спеціальністю «хорове диригування». У вищому навчальному закладі він навчався хорового диригування у професора В. Л. Бахарєва, а хоровому співу — у професора П. Д. Горохова.
Більше ніж 20 років В. Я. Рева працював викладачем Мелітопольського державного педагогічного університету та Миколаївського державного університету ім. В. О. Сухомлинського. Понад 15 років керував студентським хоровим колективом Мелітопольського державного педагогічного університету.
З 2007 року він працює викладачем музичної школи м. Новогродівки Донецької області.
В. Я. Рева є дипломантом Міжнародного фестивалю авторської пісні у номінації «Хоровий спів» (м. Мелітополь).
У 2009 році став лауреатом Донецького обласного конкурсу «Наша дума, наша пісня не вмре, не загине», який проводився у межах Фольк-проєкту «З минувшиною — в майбутнє».
З 2006 року В. Я. Рева є членом Національної Спілки композиторів України. У творчому доробку автора оркестрові, камерно-інструментальні, хорові твори та оперета. В. Я. Рева та В. І. Юречко — автори лібрето опери О. М. Рудянського «Шлях Тараса».
Музичні твори В. Я. Реви виконувались на міжнародних фестивалях: «Єврофанфари без кордонів» (м. Вільфранш-де-Руерг, Франція), «Червона рута» (м. Запоріжжя), Слов'янської фортепіанної музики (м. Мелітополь), Слов'янської писемності (м. Миколаїв) і «Київ Музик Фест».

## Композиторський доробок

### Оркестрова музика
- «Болгарська рапсодія» для симфонічного оркестру.
- Вступ до оперети «Хэллоу, Одесса» для симфонічного оркестру.
- «Дуэт Константина и Татьяны» з оперети «Хэллоу, Одесса» з симфонічним оркестром.
- «Песня Воротилова» з оперети «Хэллоу, Одесса» з симфонічним оркестром.
- «Болгарські наспіви» для оркестру народних інструментів.
- «Одцвітає ружа», сл. В.Вільного для соліста та оркестру народних інструментів.

### Камерно-інструментальна музика
- Соната для скрипки та фортепіано. Пам'яті А. Шнітке.
- Поема для скрипки та фортепіано. Пам'яті І. Карабиця.
- Рондо для скрипки та фортепіано.

### Фортепіанна музика
- «Болгарська рапсодія» (редакція оркестрового твору).

### Хорові та вокальні твори
- Кантата «Сад сердца», слова із духовного щоденника О. Романової, для мішаного хору без супроводу, читця та солістів.
- «Божественна Літургія» (2000 річчю Різдва Христового) для мішаного хору без супроводу.
- «Різдвяний диптих» для мішаного хору без супроводу.
- «Ода Україні» сл. І. Олексенка для мішаного хору та фортепіано.
- «Татарські наспіви» для мішаного хору, флейти, скрипки та ударних.
- «Віночок болгарських народних пісень» для жіночого хору, флейти та ударних.
- «А в полі, в полі» (колядка) для мішаного хору без супроводу.
- «Пилигримы», сл. І. Бродського, для мішаного хору та фортепіано.
- Фантазія на теми пісень «Бітлз», для мішаного хору та фортепіано.
- «Великий Боже», сл. Є. Мутєвої для мішаного хору без супроводу.
- «Дивозвуків сон», сл. В. Василенка для мішаного хору без супроводу.
- Три хори на вірші Д. Загрецького для мішаного хору без супроводу: «Я могу рифмовать», «Колыбельная», «Жизненный путь».
- «Дощ говорить», сл. В.Гончарука для вокального ансамблю, саксофона-альта та фортепіано.
- Пісні на вірші українських та російських поетів (більше ніж 30).
- «Звездочки-цепочки», сл. Л.Черніченко для голосу та фортепіано.
- «Венчание», сл. Г.Гейне для голосу та фортепіано.

### Театральна музика
- Оперета «Хэллоу, Одесса» (музика і лібрето В. Я. Реви).

## Науково-педагогічний доробок
- Рева В. Я. «Хорова обробка» //Навчальний посібник з грифом Міністерства освіти і науки України. Донецьк: Апекс, 2007. — 149 с.
- Рева В. Я. Петро Горохов — хормейстер, педагог, учений. Донецьк: Східний видавничий дім, 2009. 124 с.